# Scott MacGregor
Ronald Scott MacGregor (* 22. Oktober 1914 in Edinburgh, Schottland, Vereinigtes Königreich; † 1973 in Chichester, West Sussex, England) war ein schottischer Filmarchitekt.

## Leben und Wirken
Der gebürtige Schotte arbeitete nach seiner künstlerischen Ausbildung als Maler und Bühnenausstatter. Im Alter von 25 Jahren wechselte MacGregor zum Film. Zunächst war er als Hilfsarchitekt und Zeichner beschäftigt, gleich nach dem Zweiten Weltkrieg entwarf MacGregor Dekorationen für die auf Dokumentarfilme spezialisierte Produktionsgruppe Crown Film Unit, einer Einrichtung des britischen Informationsministeriums.
Zu Beginn der 50er Jahre wechselte Scott MacGregor zum Spielfilm. Bis Mitte der 60er Jahre blieben seine Designs, die er überwiegend für B-Filme entwarf, weitestgehend unbeachtet. Erst mit seinem Wechsel zur auf Horrorstoffe spezialisierten Produktionsfirma Hammer Films im Jahre 1968 erhielt seine Karriere einen deutlichen Schub: „In seinen letzten fünf Lebensjahren war MacGregor vor allem für die Entwürfe von Särgen, düsteren Gewölben und schummrigen Gruften zuständig“, als er bevorzugt die optische Gestaltung von Hammers Vampirfilmen, aber auch von zwei Frankenstein-Streifen verantwortete.

## Filmografie
- 1947: Children on Trial (Dokumentarfilm)
- 1948: Steps of the Ballet (Kurzdokumentarfilm)
- 1951: Life in Her Hands
- 1952: Heights of Danger
- 1954: Geheimplan 701 (The Masters Plan)
- 1955: The Secret
- 1955: Before I Wake
- 1956: Gefahr für den Guy (Peril for the Guy)
- 1956: Haus der Erpressung (House of Blackmail)
- 1956: Fire Maidens From Outer Space
- 1957: Operation Tiger
- 1958: Hello London
- 1959: Der Tod hat Verspätung (Jet Storm)
- 1959: Bankraub des Jahrhunderts (The Day They Robbed the Bank of England)
- 1960: Oscar Wilde
- 1960: Die Spur führt ins Nichts (The Criminal)
- 1960: Dr. Blood’s Coffin
- 1961: The Long Shadow
- 1962: The Man Who Finally Died
- 1963: A Matter of Choice
- 1963: Five to One
- 1963: The Partner
- 1964: Mods and Rockers (Kurzfilm)
- 1965: In Beirut sind die Nächte lang (24 Hours to Kill)
- 1966: Die Eingefrorenen (The Frozen Dead)
- 1966: Sumuru – Die Tochter des Satans (The Million Eyes of Sumuru)
- 1966: Die Pagode zum fünften Schrecken (Five Golden Dragons)
- 1966: Der Golem lebt (It)
- 1966: Die Rache des Dr. Fu Man Chu (Vengeance of Fu Man Chu)
- 1968: Baby Love
- 1968: The Limbo Line
- 1969: Banditen auf dem Mond (Moon Zero Two)
- 1969: Crescendo – Die Handschrift des Satans
- 1969: Wie schmeckt das Blut von Dracula? (Taste the Blood of Dracula)
- 1970: Frankensteins Schrecken (The Horror of Frankenstein)
- 1970: Gruft der Vampire (The Vampire Lovers)
- 1970: Dracula – Nächte des Entsetzens (Scars of Dracula)
- 1971: Circus der Vampire (Circus of Vampires)
- 1971: Das Grab der blutigen Mumie (Blood From the Mummy’s Tomb)
- 1972: Ehe der Morgen graut (Straight on Till Morning)
- 1972: Meuterei im Bus (Mutiny on the Buses)
- 1972: Ein Begräbnis erster Klasse (That’s Your Funeral)
- 1973: Frankensteins Höllenmonster (Frankenstein and the Monster From Hell)